# Cryptosphaeria ligniota
Cryptosphaeria ligniota är en svampart som först beskrevs av Elias Fries, och fick sitt nu gällande namn av Bernhard Auerswald 1874. Cryptosphaeria ligniota ingår i släktet Cryptosphaeria och familjen Diatrypaceae.  Arten är reproducerande i Sverige. Inga underarter finns listade i Catalogue of Life.